# 단부선비

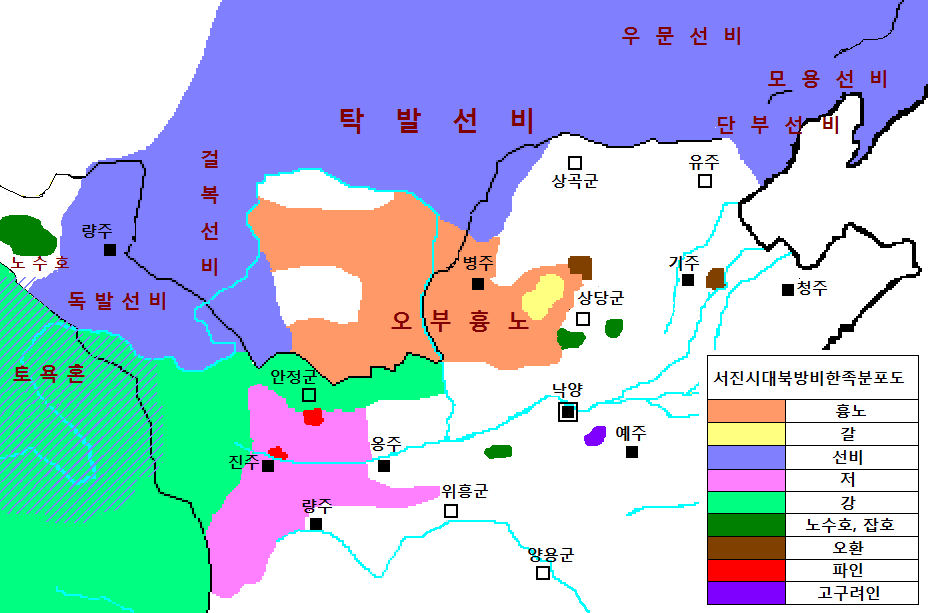
서진 시기 북방에 있던 각 부족의 분포도(유주 북동쪽에 단부선비가 위치해 있다.)

단부선비(段部鮮卑)는 중국 서진 ~ 오호십육국시대 요서 지방에 존재한 선비의 일파이다.

## 역대수장
| 이름                           | 재위기간    |
| ------------------------------ | ----------- |
| 단일륙권(段日陸眷, 段就陸眷)   | ？          |
| 단걸진(段乞珍)                 | ？          |
| 단무목진(段務目塵, 段務勿塵)   | 303년—310년 |
| 단취륙권(段就六眷, 段疾陸眷)   | 310년—318년 |
| 단섭부진(段涉復辰)             | 318년       |
| 단말파(段末波, 段末杯, 段末柸) | 318년—325년 |
| 단아(段牙)                     | 325년       |
| 단료(段護遼)                   | 325년—338년 |
| 단란(段蘭, 段鬱蘭)             | 343년—？    |
| 단감(段龕) (後稱齊王)          | ？—356년    |
| 단근(段勤) (後稱趙帝)          | 350년—352년 |

## 같이 보기
- 선비족
- 오호